# ديفيد وايت (لاعب كرة قدم)
ديفيد وايت (بالإنجليزية: David White)‏ (23 أغسطس 1933 في المملكة المتحدة - 17 يوليو 2013 في المملكة المتحدة) هو مدرب كرة قدم ولاعب كرة قدم بريطاني في مركز نصف الجناح. لعب مع نادي كلايد.

## وصلات خارجية
- دايفيد وايت على موقع قاعدة بيانات كرة القدم.إي يو (الإنجليزية)
- دايفيد وايت على موقع قاعدة بيانات كرة القدم.إي يو (الإنجليزية)
- دايفيد وايت على موقع قاعدة بيانات كرة القدم.إي يو (الإنجليزية)